# Neva Get Enuf
«Neva Get Enuf» — четвертий сингл американського R&B гурту 3LW і другий з їх другого й останнього студійного альбому A Girl Can Mack, випущений 12 листопада 2002 року. Був записаний сумісно з Lil Wayne. Є першим синглом, записаним без участі Нетьюрі Нотон.

## Список композицій
| #  | Назва                         | Тривалість |
| -- | ----------------------------- | ---------- |
| 1. | «Neva Get Enuf» (LP Version)  |            |
| 2. | «Neva Get Enuf» (No Rap Edit) |            |
| 3. | «Neva Get Enuf» (A Cappella)  |            |

## Офіційні версії та ремікси
1. «Neva Get Enuf» (Call Out Hook)
2. «Neva Get Enuf» (Instrumental)
3. «Neva Get Enuf» (The Spa Remix)